# Hans Walter Doppelbaur

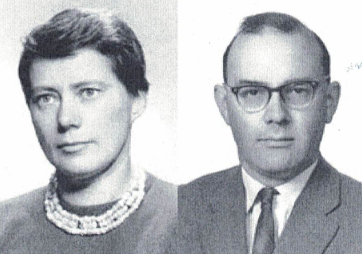
Hanna und Hans W. Doppelbaur

Hans Walter Doppelbaur (geboren am 8. September 1927 in Augsburg; gestorben am 7. Dezember 1970 in Erlangen) war ein deutscher Botaniker und Taxonom und beschäftigte sich als Biologe insbesondere mit den Flechten und phytopathogenen Pilzen.
Sein botanisch-mykologisches Autorenkürzel lautet „Doppelb.“.

## Leben
Doppelbaur besuchte das Holbein-Gymnasium in Augsburg, wo er 1948 mit ausgezeichnetem Notendurchschnitt Abitur machte. Anschließend studierte er an der Ludwig-Maximilians-Universität München für das höhere Lehramt mit erstem Staatsexamen die Fächer Biologie, Chemie und Erdkunde mit Abschluss 1953. Zweites Staatsexamen 1955 und Promotion summa cum laude 1959 zum Thema Endolithische Flechten unter Betreuung von Otto Renner.  Von 1959 bis 1970 war er als Oberstudienrat und Gymnasialprofessor am staatlichen Gymnasium in Günzburg/Donau tätig, wo er seine Schüler zu wissenschaftlichem Arbeiten in Einübung von Nomenklatur sowie Taxonomie durch eigenständiges Sammeln und Trocknen gepresster Pflanzen der süddeutschen Heimat anleitete.
Bereits als Student der Biologie erforschte er systematisch die Flora der Region am Lech. Als botanisch-systematischer Wissenschaftler brachte er Herbarmaterial von Gefäßpflanzen, Flechten und parasitischen Pilzen zunächst in seine eigene Sammlung ein. Ab 1959 verlagerte sich sein wissenschaftliches Interesse von Flechten auf pflanzenparasitische Pilze und er begann mit Hanna Ernst, seiner späteren Ehefrau, zusammenzuarbeiten. 1966 heirateten Hanna und Hans Doppelbaur und studierten fortan gemeinsam vor allem die pflanzenparasitären Pilze Süddeutschlands aus der Umgebung von Günzburg. Sie veröffentlichten dazu eine Reihe von Publikationen und standen in enger Verbindung mit ihren lichenologischen und mykologischen Lehrern, Kollegen und Freunden Andreas Bresinsky, Oscar Klement, Josef Poelt, Adolf Schröppel und Adolf M. Steiner.
Am 7. Dezember 1970 starben Hanna und Hans Doppelbaur in Erlangen.

## Nachlass
Der wissenschaftliche Nachlass von Hans und Hanna Doppelbaur, ein Herbarium mit ca. 11.900 Gefäßpflanzen, ca. 6.500 Pilzen, ca. 4.800 Flechten, 153 Pflanzengallen und 79 Algen sowie eine Sammlung von über 3.000 Lochkarten mit Beobachtungen zum Vorkommen phytopathogener Pilze in Süddeutschland zwischen 1950 und 1970, ist heute Bestandteil der Botanischen Staatssammlung in München. Ihre Bryophyten-Sammlung wurde in das private Herbarium von R. Lübenau (Kempten) aufgenommen und wird jetzt in der naturwissenschaftlichen "Reiser-Sammlung" der Stadt Kempten im Zumsteinhaus aufbewahrt. Gegenwärtig werden zahlreiche Datensätze zu Aufsammlungen von Hans und Hanna Doppelbaur im Internet über durchsuchbare Webschnittstellen präsentiert, 58 zu  Myxomyceten, 21 348 zu phytopathogenen Pilzen (inkl. 460 Belege von Erysiphales).

## Veröffentlichungen
- Eine neue Form von Parmelia furfuracea (L.). In: Bericht der Naturforschenden Gesellschauft Augsburg Band 1 (1948), S. 24–25.
- Zwei neue Flechtenformen. In: Bericht der Naturforschenden Gesesellschaft Augsburg Band 3 (1950), S. 62–64.
- mit Oscar Klement: Über die Artberechtigung einiger mariner Arthopyrenien. In: Bericht der Deutschen Botanischen Gesellschaft Band 65, Heft 6 (1952), S. 166–174.
- mit Josef Poelt: Über parasitische Flechten. In: Planta Band 46 (1956), S. 467–480.
- Studien zur Anatomie und Entwicklungsgeschichte einiger endolithischen pyrenocarpen Flechten. In: Planta 53, Heft 3 (1959), S. 246–292.
- Ein Beitrag zur Anatomie und Entwicklungsgeschichte von Dermatocarpon miniatum (I.) Mann. In: Nova Hedwiga, Zeitschrift für Kryptogamenkunde Band XV, Heft 2 (1960), S. 279–286.
- Fraxinus pennsylvanica Marsh. in Bayern. In: Berichte der Bayerischen Botanischen Gesellschaft Band 36 (1963), S. 7–68.
- mit Herbert Huber und Josef Poelt: Die Peronosporaceen Bayerns. In: Bericht der Bayerischen Botanischen Gesellschaft Band 38 (1965), S. 69–88.
- Einige Rostpilze aus Irland. In: Bericht der Naturforschenden Gesellschaft Augsburg Band 18 (1969), S. 33–36.
- mit Hanna Doppelbaur: Neufunde aus Peronosporaceen (Falschen Mehltaupilzen) aus Bayern. In: Bericht der Naturforschenden Gesellschaft Augsburg Band 22 (1968), S. 71–72.
- mit Hanna Doppelbaur: Die parasitischen Pilze der Anemone trifolia. In: Bericht der Naturforschenden Gesellschaft Augsburg Band 22 (1968), S. 72–74.